# Barantolla lepte
Barantolla lepte är en ringmaskart som beskrevs av Anne D. Hutchings 1974. Barantolla lepte ingår i släktet Barantolla och familjen Capitellidae.
Artens utbredningsområde är Mexikanska golfen. Inga underarter finns listade i Catalogue of Life.